# Montagna

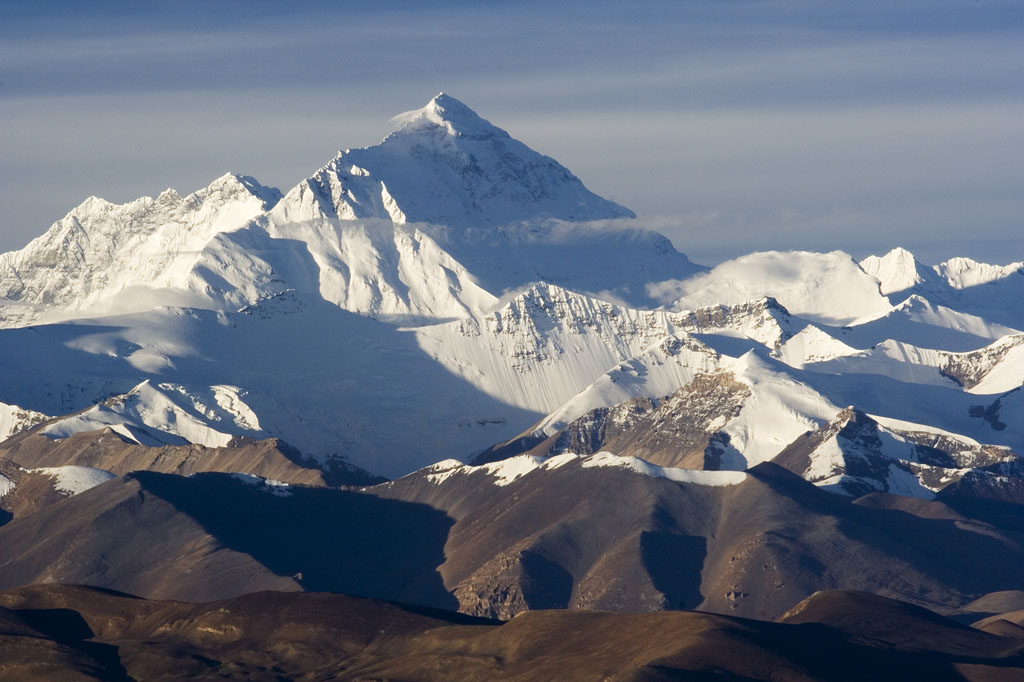
L'Everest, la montagna più alta al mondo (versante cinese-tibetano)

Una montagna è un rilievo della superficie terrestre che si estende sopra il terreno circostante con una certa altezza, prominenza ed isolamento topografico. Esistono varie convenzioni per ciò che concerne l'altezza al sopra della quale si parla di montagna e non di collina; d'ordinario si definisce montagna un rilievo che supera i 400 - 500 o, secondo altre convenzioni, i 600 - 700 metri sul livello del mare (s.l.m.), ma solo quando il suo aspetto è, almeno parzialmente, impervio.
Si deve però tenere presente che la toponomastica non sempre segue le definizioni convenzionali sopra citate: seguendo l'etimo latino mons, la parola "monte" è usata, indipendentemente dalla sua altezza assoluta, quando un rilievo presenta un dislivello notevole dal terreno circostante (prominenza topografica), quando la sua forma evoca la vicinanza al cielo, quando alcuni versanti risultano inaccessibili per la presenza di alte rupi. La legislazione italiana, dopo l'abrogazione della legge del 1952 e di quella del 1971, non definisce l'altezza che distingue colline e montagne; così pure a livello di Unione europea non esiste una definizione convenzionale legale.
Per analogia, si parla di montagna anche riferendosi ai rilievi che si incontrano sugli altri pianeti o sui loro satelliti. A partire dal 2003, le Nazioni Unite hanno istituito la Giornata Internazionale della Montagna: si celebra l'11 dicembre con lo scopo di aumentare la consapevolezza dell'importanza di questi territori per la salute del pianeta e per il benessere delle persone e di mettere in evidenza la varietà e la ricchezza delle culture di montagna.

## Descrizione

### Definizione

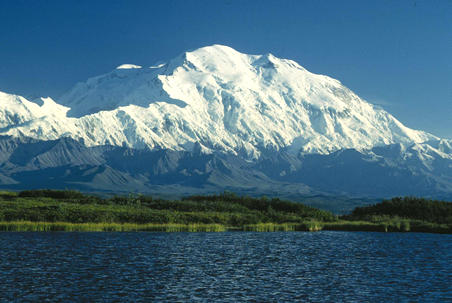
Il Monte McKinley, la montagna più alta dell'America settentrionale

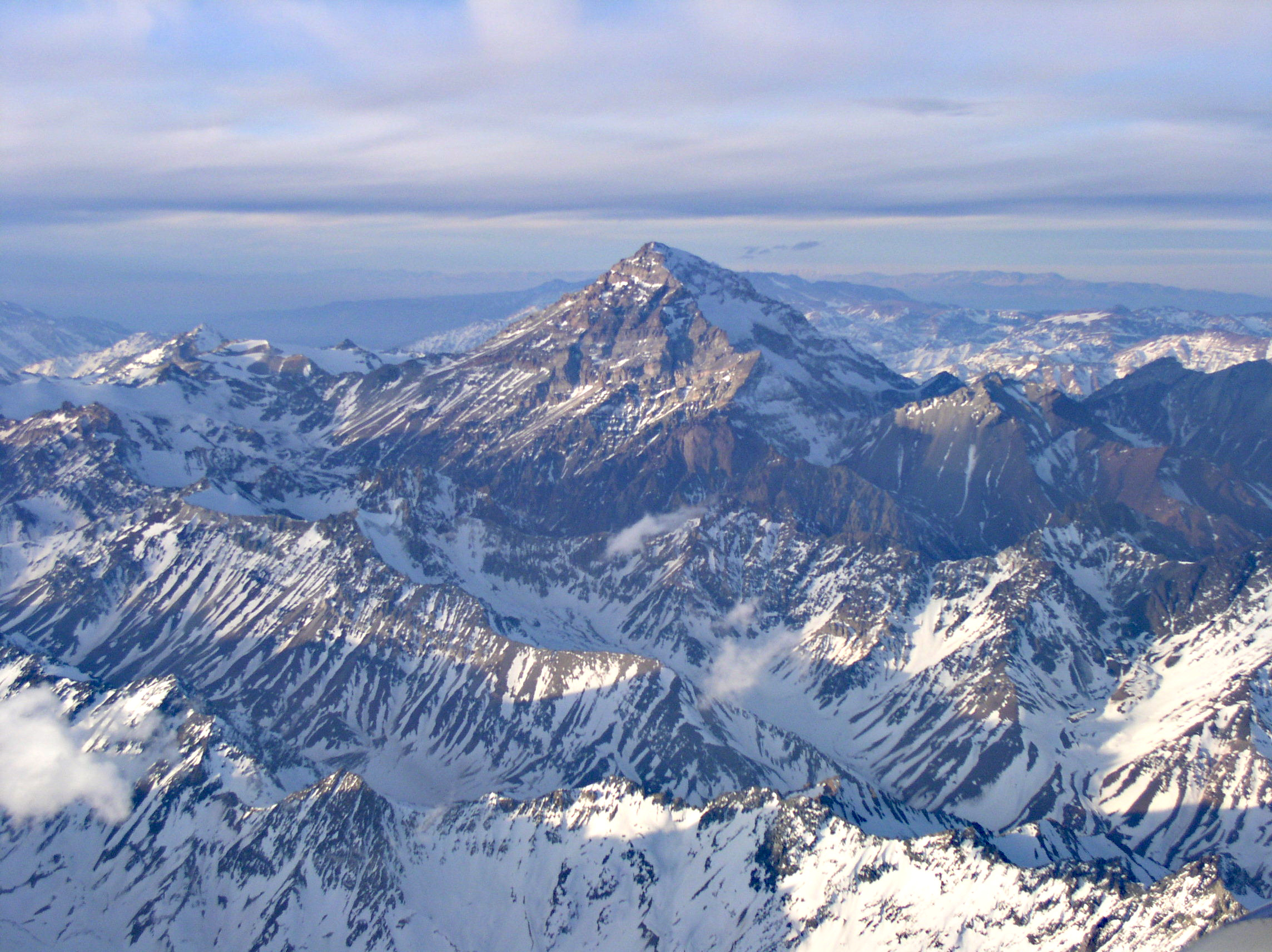
L'Aconcagua, la montagna più alta dell'America meridionale e dell'intero continente americano

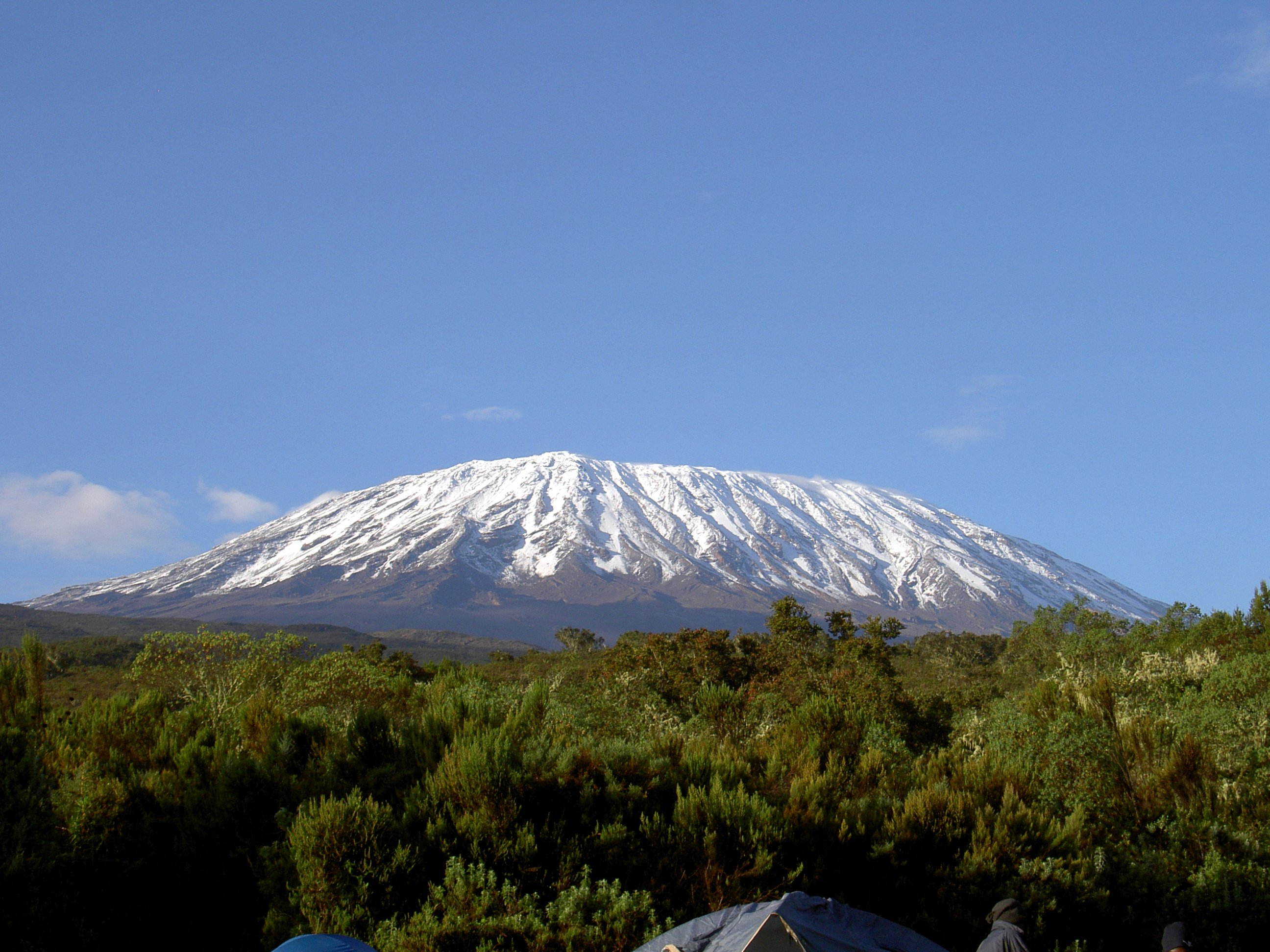
Il Kilimangiaro, la montagna più alta dell'Africa

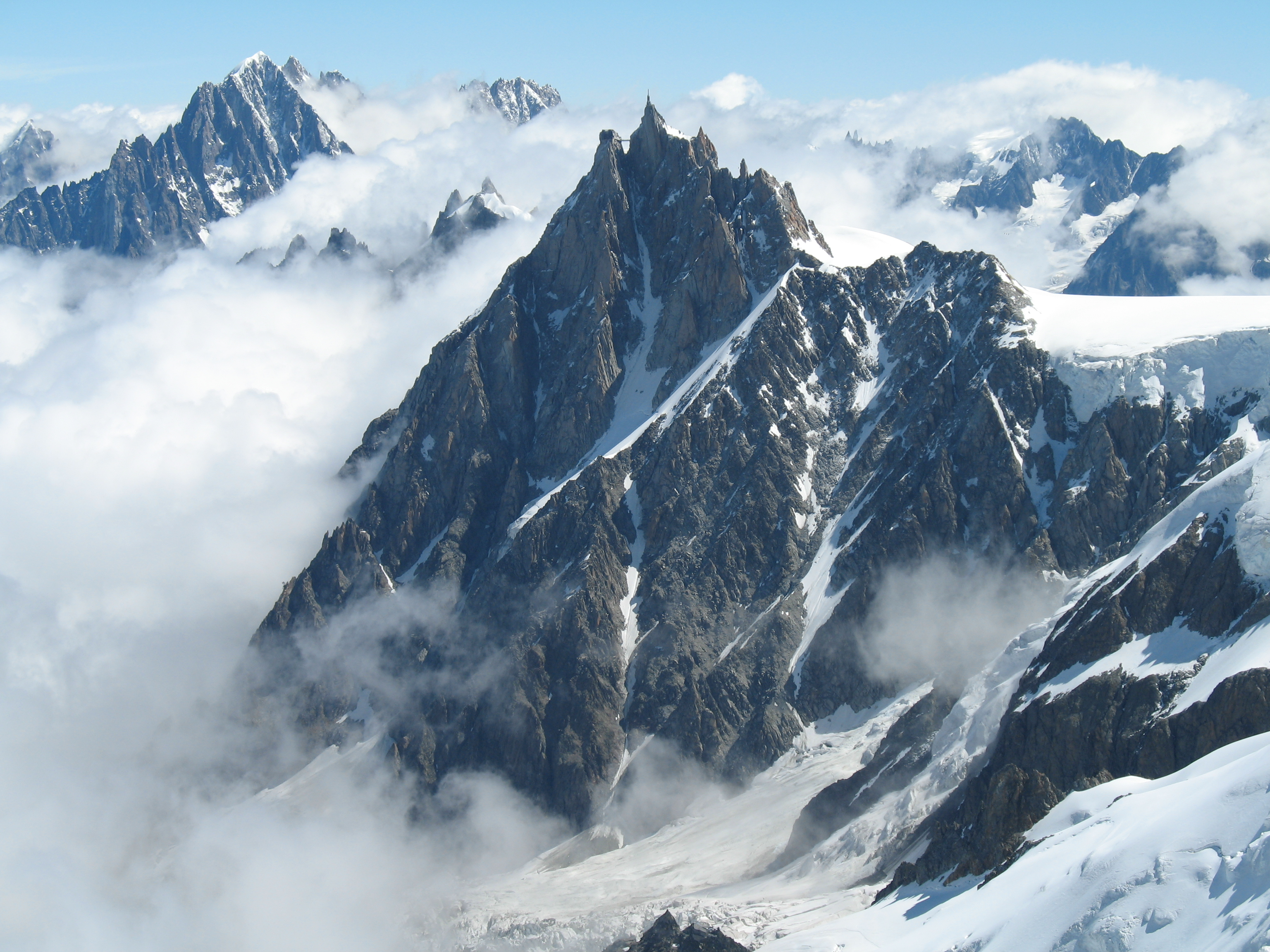
Il Monte Bianco, la montagna più alta d'Europa secondo la più diffusa convenzioni sui confini continentali

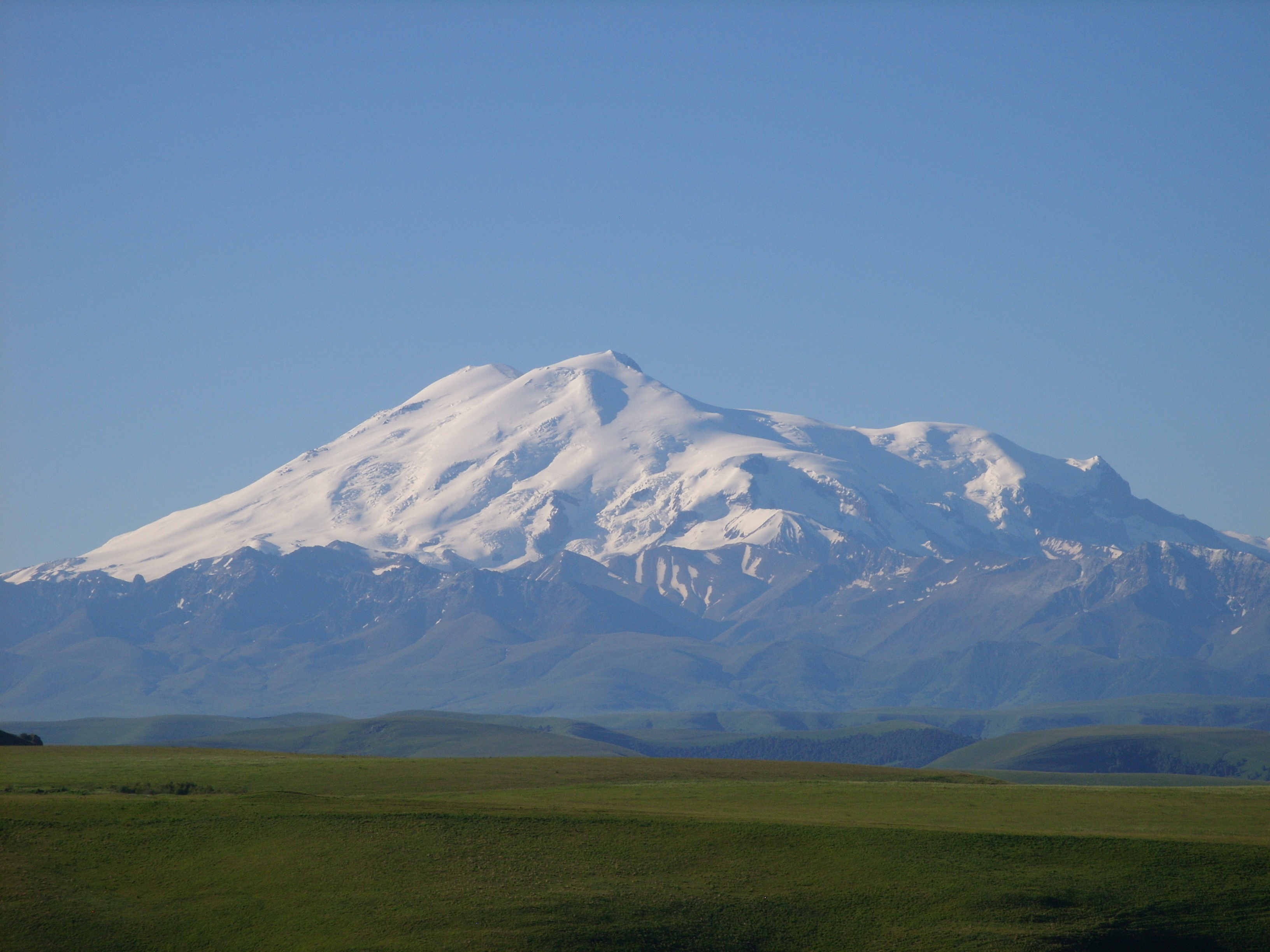
L'Elbrus; in base alla convenzione sui confini continentali diffusa principalmente nella letteratura geografica anglosassone, la montagna più alta d'Europa

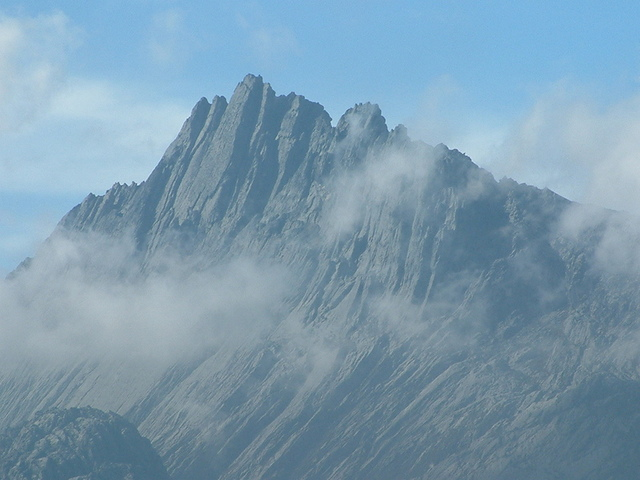
Il Puncak Jaya, la montagna più alta dell'Oceania

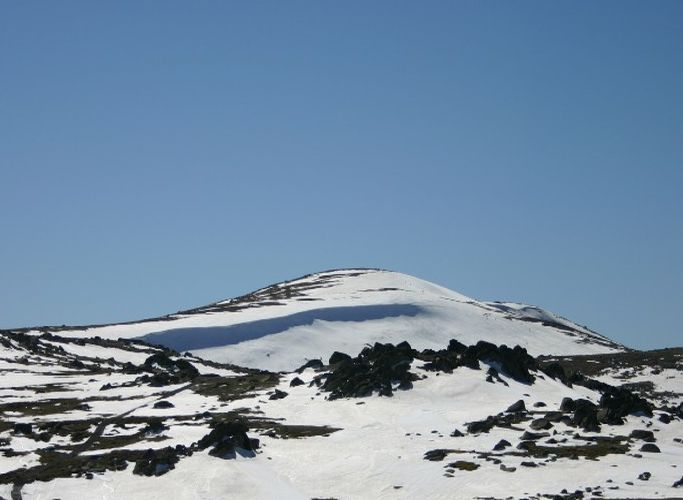
Il Monte Kosciuszko, la montagna più alta dell'Australia e dell'Oceania secondo altre convenzioni

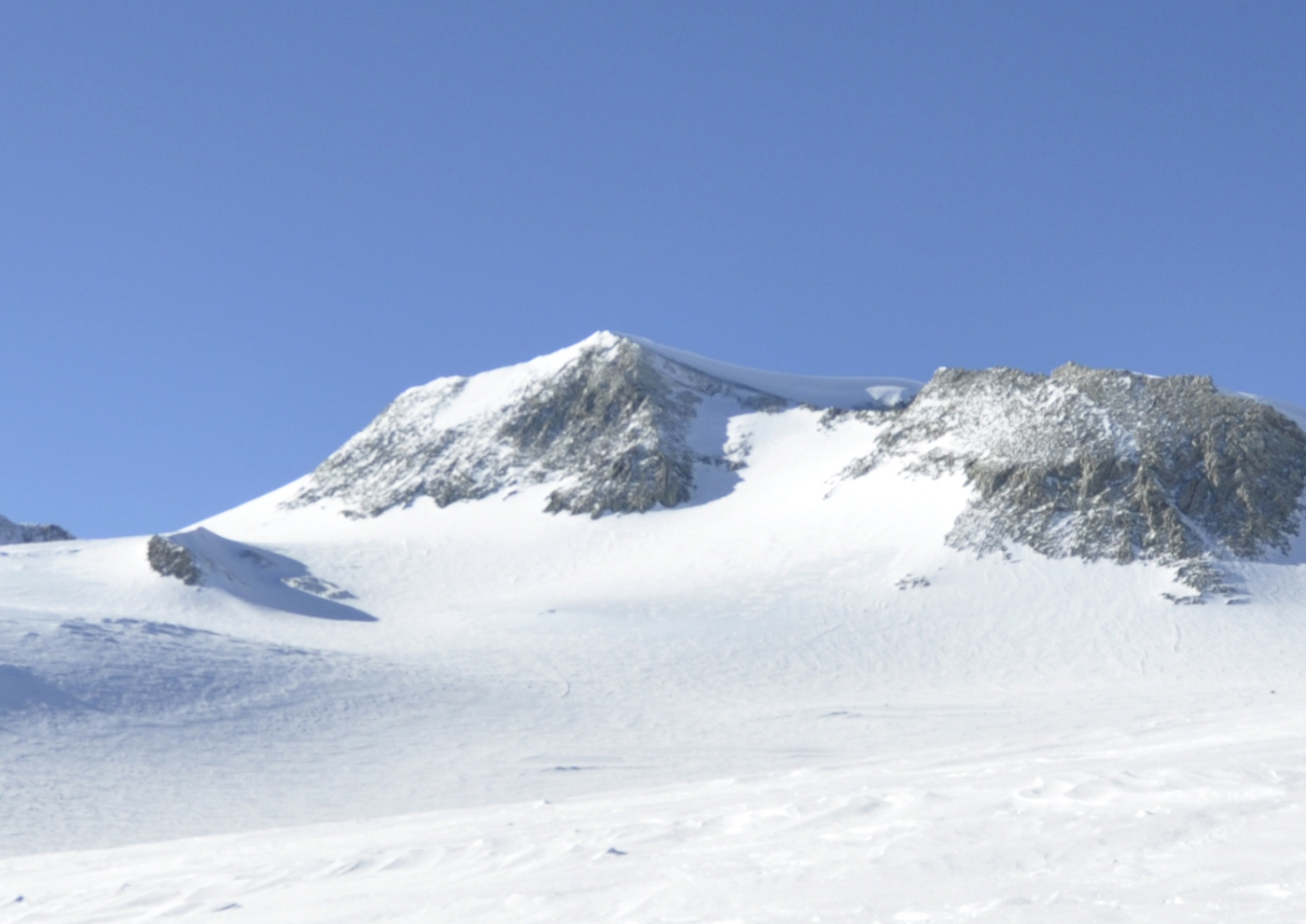
Il Monte Vinson, la montagna più alta dell'Antartide

Non esiste una definizione unica di "montagna". Su questo dato sono d'accordo i più illustri studiosi, come Derek Denniston, Lucien Febvre, Raoul Blanhard. A seconda delle varie necessità, si definiscono diverse definizioni per il concetto di montagna: convenzionale, tradizionale (o toponomastica) e statistica.
Definizioni convenzionali
Per ciò che riguarda le definizioni convenzionali si ricorda che i requisiti indicati da esse, ossia una certa altezza (almeno 400 o 500 o 600 metri, secondo le convenzioni) ed un aspetto almeno in parte impervio, devono essere soddisfatti contemporaneamente. Infatti un'area della superficie terrestre posta al di sopra delle altezze suddette, ma priva di asperità del terreno, viene definita altopiano.
Definizione toponomastica o tradizionale
Riguardo alla definizione tradizionale dobbiamo tener presente, nonostante le attuali convenzioni, che fin dalle epoche più antiche la parola "monte" evoca nella mente dell'uomo un insieme di idee che prescinde dalla possibilità pratica di misurare l'altezza dei rilievi. Dunque quando l'uomo ha dato nome alle alture che lo circondavano, ha usato la parola monte in base alle idee che esse gli evocavano, come ad esempio la difficoltà di raggiungere la cima, la vicinanza al cielo, l'inaccessibilità di alcuni versanti.
Nella toponomastica italiana quindi sono detti "monti" alcuni rilievi aspri e dal carattere impervio, anche se non raggiungono l'altezza di 400, 500 o 600 metri; sono inoltre chiamati "colli" anche rilievi superiori a 600 metri, quando questi non hanno pareti rocciose o forme dirupate.
Esempi classici sono il Monte Circeo e il Monte Conero, promontori dall'aspetto aspro e con estese pareti rocciose, considerati perciò monti anche se solo secondo alcune convenzioni essi superano l'altezza prevista per le montagne, mentre per altre mancherebbero alcune decine di metri. Esempio opposto è costituito delle Langhe, che superano i 500 o anche i 600 m s.l.m., ma che non sono particolarmente impervie, né visibilmente sporgenti dal terreno e perciò sono considerate colline.
Definizione statistica - cartografica
Nella cartografia e nella statistica è necessario adottare criteri di semplificazione rispetto sia alla definizione convenzionale, sia alla toponomastica. In relazione alla classica tripartizione del territorio in montagna, collina e pianura, infatti, la legenda delle carte fisiche e gli studi statistici usano il termine montagna intendendo la parte di territorio posta in genere al di sopra dei 500 o 600 m s.l.m., indipendentemente dal carattere impervio e dal nome tradizionale.
Definizione secondo il Programma delle Nazioni Unite per l'ambiente
Tra i vari criteri si riporta infine quello internazionale fornito dal Programma delle Nazioni Unite per l'ambiente, che definisce "montagna" ogni rilievo terrestre con le seguenti caratteristiche:
- altitudine di oltre 2.500 metri, oppure
- altitudine tra i 1.500 e 2.500 metri e pendenza del due per cento, oppure
- altitudine compresa tra 1.000 e 1.500 metri e pendenza del cinque per cento, oppure
- altitudine tra i 300 e i 1.000 metri continua entro sette chilometri.

### Terminologia
Un insieme di montagne vicine, collegate tra loro e della stessa origine geologica, prende il nome di catena montuosa; ogni catena, poi, viene suddivisa in gruppi e massicci montuosi, usando vari criteri (storici, geografici, geologici, tradizionali, etnologici). Infine si è soliti distinguere in bassa montagna ed alta montagna, indicando generalmente come quota di suddivisione i 1500 m s.l.m..

### Suddivisione
Per descrivere una montagna si ricorre a vari elementi che la possono formare:
- Vetta o cima secondo le definizioni date prima: una montagna può avere più vette o cime distinte.
- Anticime, sottocime, vette secondarie: elevazioni che non hanno la prominenza necessaria per essere chiamate vette.
- Spalla: fianco di una montagna particolarmente pronunciato.
- Cresta: linea sulla sommità di un rilievo montuoso che separa due versanti intersecati a tetto (es. Cresta di Brouillard). Approssimando una montagna ad una piramide la cresta corrisponde allo spigolo della figura geometrica.
- Gendarme: pinnacolo di roccia sul fianco o sulla cresta della montagna.
- Versante: sempre approssimando la montagna ad una piramide i versanti corrispondono alle facce della stessa. Ognuno di essi avrà una diversa esposizione a seconda del proprio orientamento rispetto ai punti cardinali.
- Passo (o valico): il punto più basso tra due montagne che permette di attraversarle.
- Piede: punto più basso di una montagna.
- Spartiacque: linea di separazione che unisce le vette di varie montagne. Ai lati di essa l'acqua fluisce in una diversa direzione, riversandosi e alimentando diversi corsi d'acqua, che possono sfociare anche in diversi bacini marini.

#### Vetta
La parte più elevata della montagna viene generalmente chiamata vetta o cima. Una montagna può avere una o più vette.
 A tal proposito l'UIAA, utilizzando il concetto di prominenza topografica, ha stabilito un criterio topografico applicando il quale si parla di vette (summits) distinte se la prominenza è almeno uguale a 30 m. Secondo una diffusa definizione internazionale si può invece parlare di montagne (mountains) distinte se la prominenza è almeno uguale a 300 m. Può quindi valere la seguente tabella:
| Termine                | Prominenza  |
| ---------------------- | ----------- |
| sottocima (o anticima) | < 30 m      |
| vetta                  | 30 m o più  |
| montagna               | 300 m o più |

Le eventuali elevazioni secondarie che non raggiungono la prominenza necessaria possono chiamarsi anticime oppure vette secondarie.
Va però osservato che nella lingua italiana l'applicazione di tale definizione può dare a volte risultati piuttosto artificiosi; molti rilievi noti come montagne sia nella cartografia che nel parlare comune risultano infatti ridotti a semplici vette. Per esempio il Monte Saccarello (2.201 m), il rilievo più alto della Liguria, avendo una prominenza topografica di soli 165 m rispetto al Passo Basera (2.036 m), perderebbe la propria qualifica di montagna.

## Note

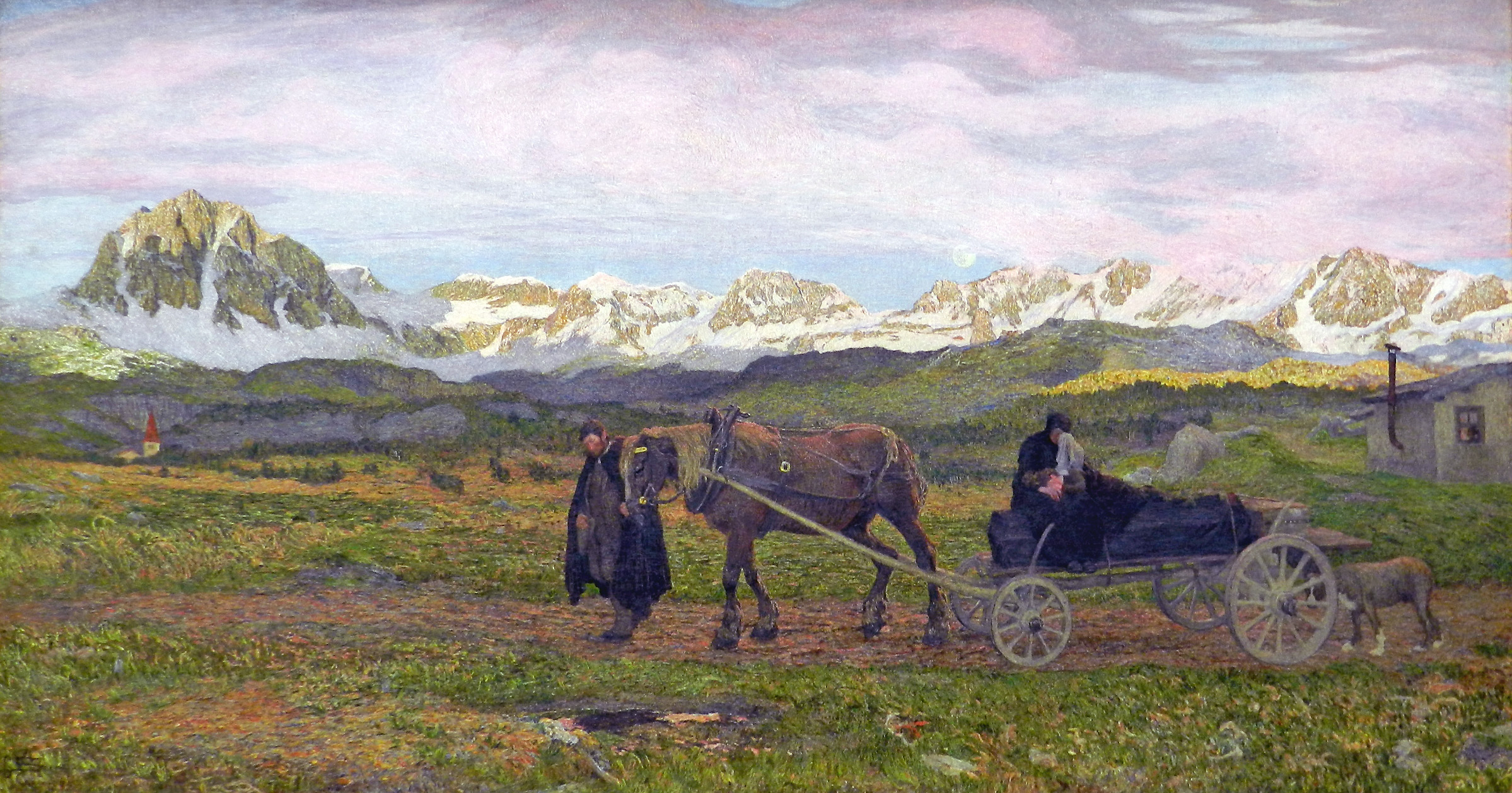
Giovanni Segantini -

### Altezza
L'altezza o quota altimetrica di una montagna viene definita come la distanza verticale dalla vetta della stessa e fino a raggiungere il livello medio del mare. La più alta montagna della Terra è il Monte Everest, di 8.848,43 m s.l.m. secondo l'ultima misurazione fatta da satellite nel 2005; si trova nella più importante catena montuosa del pianeta, l'Himalaya che separa India, Nepal e Bhutan dalla Cina.
In alternativa alla definizione data si potrebbero utilizzare altre definizioni: partendo dal centro della terra oppure dalla base della montagna stessa. Infatti per via del rigonfiamento equatoriale le montagne che si trovano più vicine all'equatore hanno una maggior distanza dal centro della terra. In questo modo il Monte Chimborazo, in Ecuador, è 2.150 m più lontano dell'Everest rispetto al centro della Terra ma con 6.272 m non è nemmeno il picco più alto delle Ande.

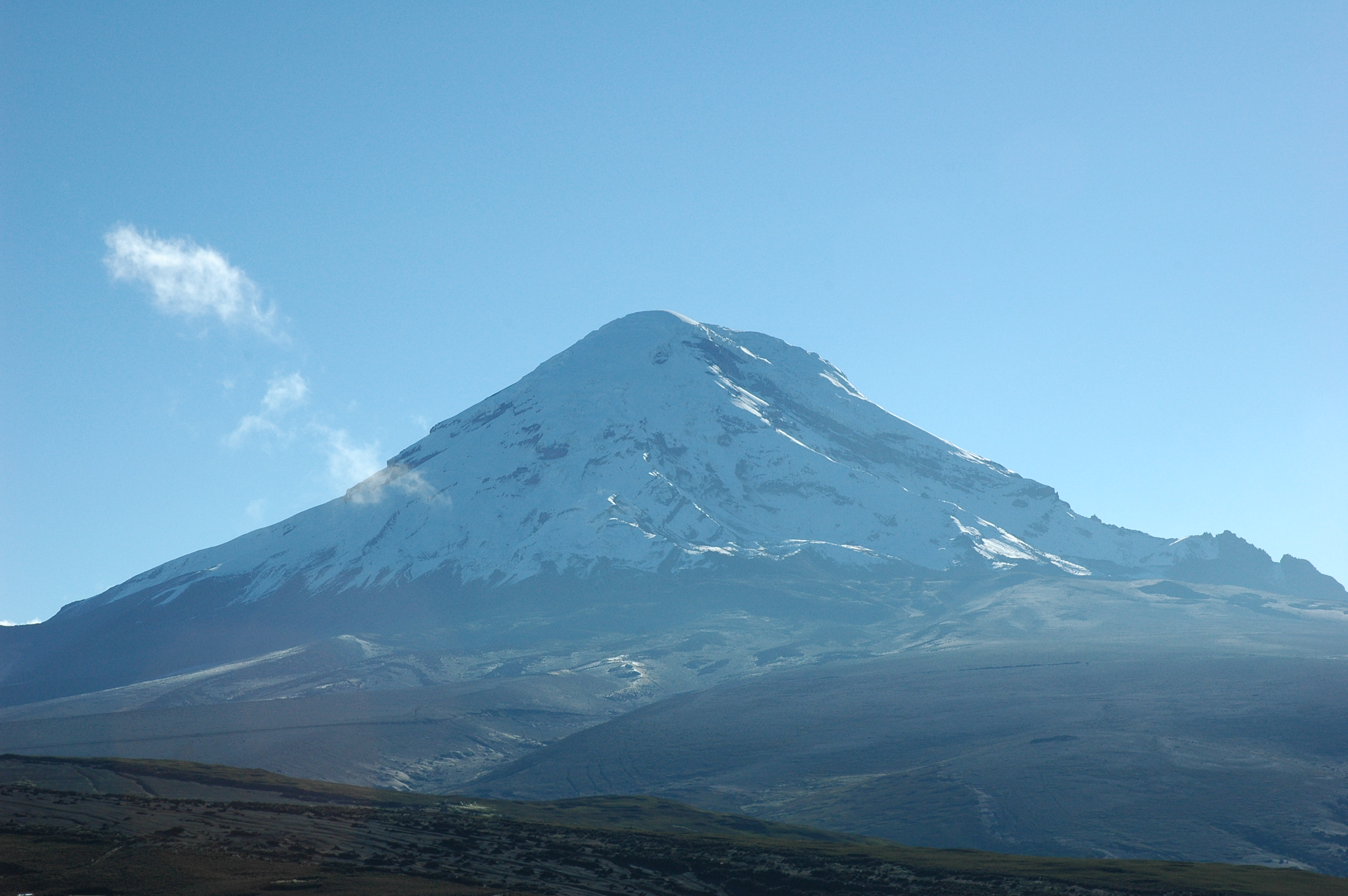
Il Chimborazo visto da est, la cui vetta rappresenta punto più distante dal centro della Terra a causa del rigonfiamento equatoriale

Inoltre una montagna può ergersi da un fondale oceanico posto sotto il livello del mare, in questo caso il Mauna Loa risulta più alto dell'Everest se lo si misura a partire dalla sua base sul fondale oceanico, ma non se, come è consuetudine, si misura la sua vetta a partire dal livello del mare.
Infine parlando delle montagne extraterrestri la più alta montagna del sistema solare è l'Olympus Mons, un vulcano che si trova su Marte, che supera i 25 km di altezza dalla pianura circostante.

### Prominenza
Per evidenziare l'importanza di una montagna viene anche introdotto il concetto di prominenza topografica. Questa definizione va a dire quanto una montagna sia isolata oppure quanto prevalga su quelle che ha nei suoi dintorni.

### Isolamento topografico
Anche l'isolamento topografico è un elemento che concorre a determinare l'importanza di una montagna; si tratta in questo caso della minima distanza orizzontale tra la montagna stessa e il più vicino punto di altezza maggiore.

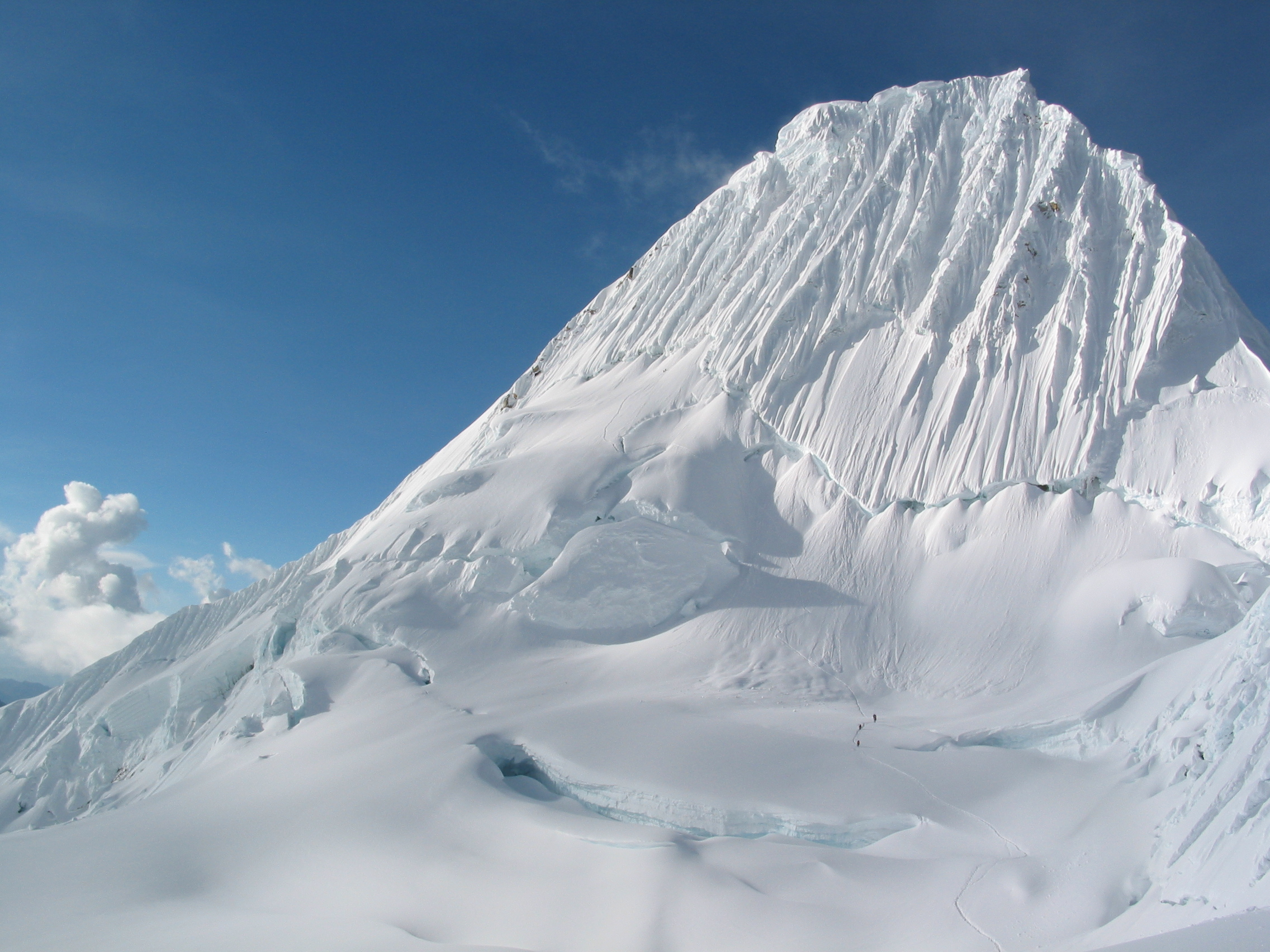
L'Alpamayo (Montagne del Perù), definita dall'UNESCO la "montagna più bella del mondo"

## Caratteristiche
Lo studio delle montagne, assieme a quello degli altri rilievi terrestri, rientra nella branca della geografia fisica nota come orografia.

### Orogenesi
Il processo di formazione di una montagna è detto orogenesi. Una montagna viene usualmente prodotta dal movimento delle placche litosferiche, sia per movimento orogenetico che per movimento epirogenetico. Le forze compressive, il sollevamento isostatico e l'intrusione di materiale igneo, forzano le rocce superficiali verso l'alto, creando una massa più elevata. A seconda dell'altezza si ottiene una collina o, se più alta e ripida, una montagna. L'altezza assoluta di montagne e colline varia a seconda della topografia dell'area.

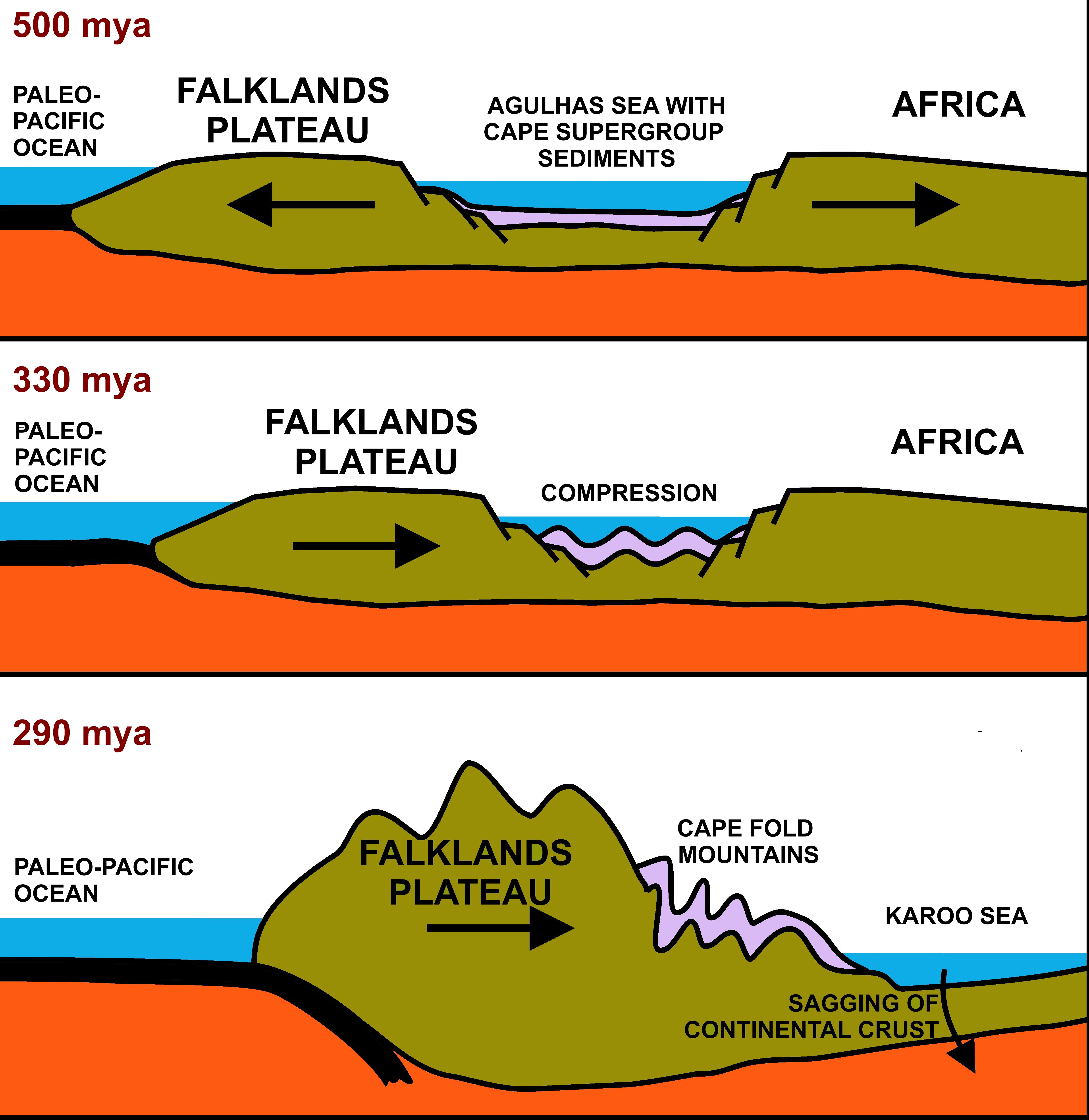
Formazione della Cintura di pieghe del Capo, in Sudafrica

Le montagne più alte tendono a presentarsi in lunghi archi lineari, indicando attività e confini delle placche tettoniche. La creazione delle montagne tende ad avvenire in periodi di tempo definiti, detti orogenie. Due tipi di montagne vengono formati a seconda di come le rocce reagiscono alle forze tettoniche - per sollevamento o per ripiegamento. Alcune montagne isolate vengono prodotte da vulcani, comprese alcune isole, apparentemente piccole, che raggiungono una notevole altezza rispetto al fondale oceanico (vedi Montagna sottomarina).
Le montagne vengono create per sollevamento quando larghe zone vengono rotte da faglie che creano grandi dislocamenti verticali. I blocchi sollevati costituiscono le montagne. I blocchi che cadono da queste possono essere piccoli o formare estesi sistemi di fosse tettoniche. Questo tipo di paesaggio si può vedere in Africa orientale, sui Vosgi, nella valle del Reno e nella zona del Basin and Range nel Nord America occidentale.
Quando la roccia non si sfaglia si ripiega, simmetricamente o asimmetricamente. Le pieghe possono essere antiformi o sinformi. Nel ripiegamento asimmetrico possono esserci pieghe giacenti o rovesciate. Le montagne del Giura sono un esempio di ripiegamento. Con il passare del tempo, l'erosione può portare a un'inversione del rilievo, le rocce leggere, spinte più in alto vengono trascinate via e l'antiforma diventa più bassa della sinforma, che è composta da rocce più dure.
Lo sviluppo o meno di una montagna in altezza dipende unicamente dal bilancio tra le forze di orogenesi e quelle di erosione da parte degli agenti atmosferici (precipitazioni, vento, gelo): se le prime prevalgono sulle seconde la montagna cresce lentissimamente in altezza, se invece sono le seconde a prevalere la montagna altrettanto lentissimamente diminuisce la sua altezza.
A parità di conformazione geologica montagne vecchie tendono inoltre ad apparire più dolci per effetto dell'erosione stessa, viceversa montagne più giovani tendono ad essere più aspre e aguzze.

### Clima

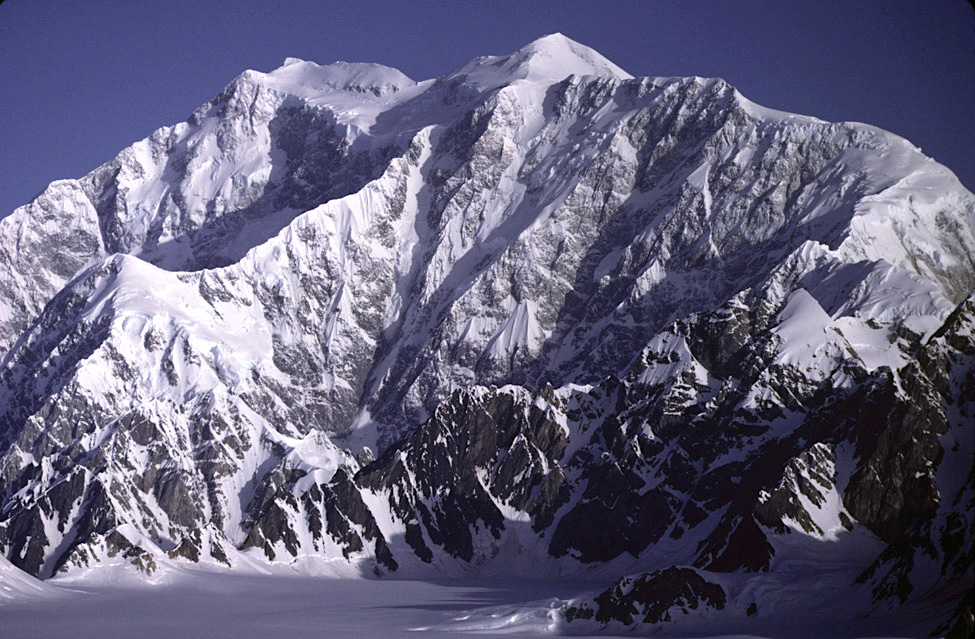
Il Monte Logan (Canada), la montagna con il più ampio perimetro sulla Terra

Caratteristica delle zone montuose è anche il clima tipico con freddo d'inverno e fresco d'estate con presenza di neve e ghiaccio anche perenni al di sopra di determinate quote altimetriche, mentre dal punto di vista geologico durante l'estate i ghiacciai tendono a fondersi erodendo le rocce su cui poggiano.
Il motivo delle basse temperature è la diminuzione della pressione atmosferica con la quota (circa 1° ogni 100 m). Il fatto che in montagna si sia più vicini al Sole è ininfluente sulla temperatura in quanto la differenza di distanza è minima rispetto alla distanza media tra Terra e Sole.
In ambito meteorologico, un effetto caratteristico delle montagne è il sollevamento orografico: le masse d’aria in risalita lungo il versante sopravvento si raffreddano, formando nuvole e precipitazioni, mentre il versante sottovento resta più secco e caldo. L'effetto di blocco è tale che i territori posti immediatamente a nord di catene montuose hanno un clima ben più rigido rispetto a territori posti immediatamente a sud di esse.

### Flora e fauna
Flora e fauna delle montagne tendono a cambiare in funzione della latitudine e del clima della montagna.
Alle medie latitudini europee animali tipici sono i camosci, gli stambecchi, le marmotte mentre tra le piante vengono spesso associate all'ambiente montano abeti, faggi, larici, genziane, stelle alpine.

### Importanza idrologica
Spesso le montagne rappresentano delle linee spartiacque da cui si originano bacini idrografici nei quali confluiscono le acque meteoriche che generano ruscelli, torrenti, laghi e fiumi che scorrono poi verso valle fino a sfociare in mare aperto, costituendo importanti risorse idriche per agricoltura, allevamento e attività umane industriali.

## Aspetti economici

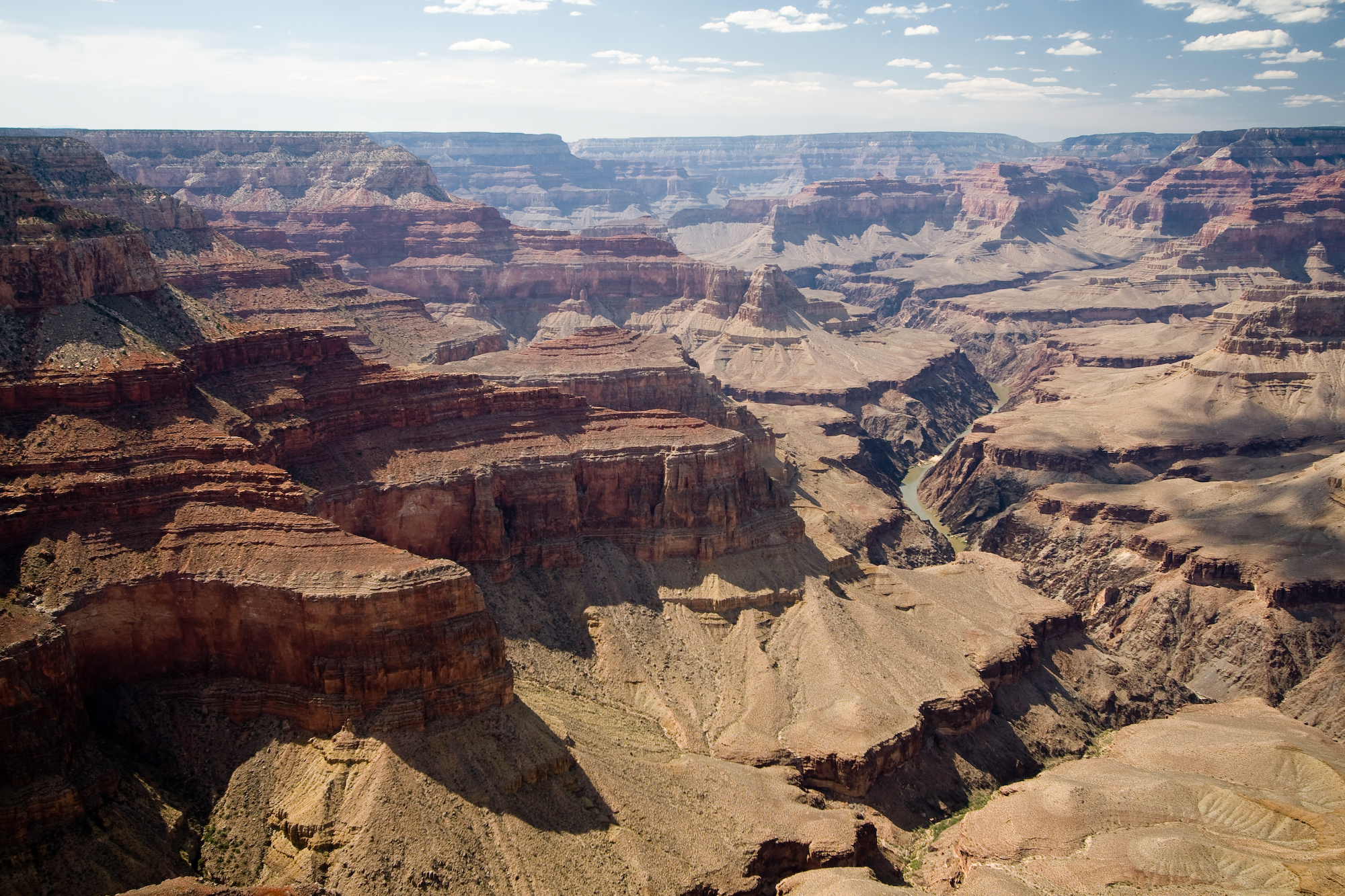
Grand Canyon (Stati Uniti d'America)

### Settore primario
A livello economico la montagna è sfruttata nell'attività di pascolo degli animali domestici di allevamento (ovini, caprini, bovini ed equini) da cui si ricaveranno materie prime da utilizzare nel settore secondario; e per la foraggicoltura. Il legno di boschi e foreste utilizzato in svariati modi rientra nell'economia forestale.

### Attività estrattive
Le montagne, con il loro nucleo roccioso, spesso sono fonti di attività estrattiva di minerali (es. oro, argento) ed elementi e composti chimici (es. rame, ferro, bauxite, nichel, uranio ecc.) con le loro rispettive miniere nell'ambito dell'industria mineraria, in generale utili ai processi produttivi e di trasformazione industriale.

### Attività turistiche e sportive

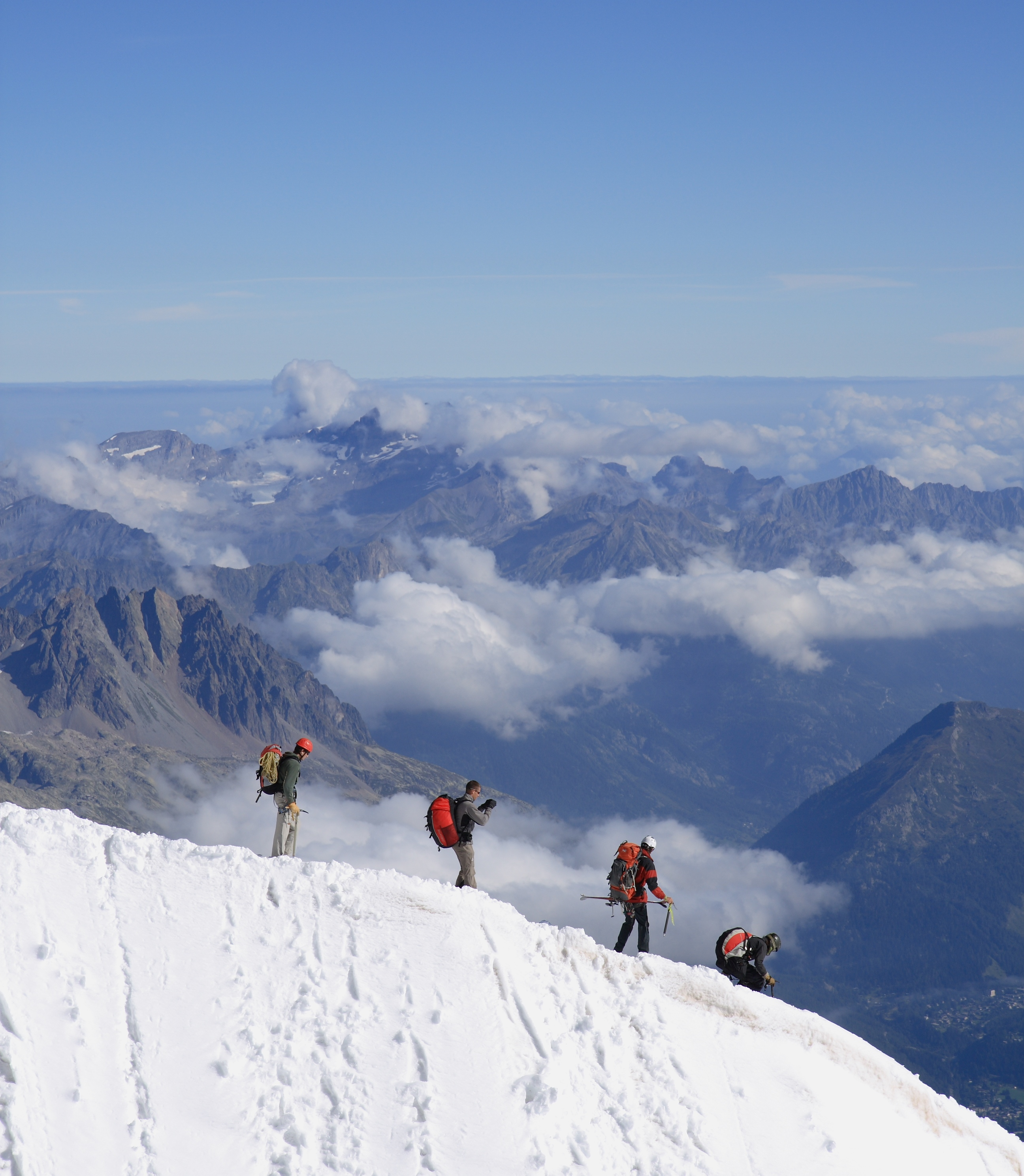
Alpinisti sull'Aiguille du Midi (Massiccio del Monte Bianco)

Alcune montagne sono molto difficili da scalare e offrono viste spettacolari. Per questo alcune persone apprezzano l'attività dell'alpinismo, arrampicata sportiva e escursionismo.
Le montagne sono anche il luogo dove si praticano alcuni sport invernali (sci alpino, sci alpinismo, sci escursionismo, sci nordico ecc.) e meta di vacanze estive e invernali (es. settimana bianca), rivestendo dunque un'importanza non secondaria nel turismo e nelle attività economiche connesse.

## Aspetti sociali
La montagna ha da sempre affascinato e allo stesso tempo intimorito l'uomo per la sua maestosita', la vicinanza o contatto con il divino, l'idea di assoluto e di sfida tra l'uomo e la natura. Per questo in alcune societa' ed alcune culture ha assunto anche un significato educativo e religioso. Molte città e paesi inoltre sono sorti alle loro pendici sfruttando cio' che la natura offriva loro (acqua e risorse naturali come legno e cibo).

## Aspetti ecologici
Nel 1992, alla Conferenza mondiale per il clima di Rio, viene riconosciuta per la prima volta a livello globale l'importanza delle montagne con il capitolo 13 dell'Agenda 21 - Gestione degli ecosistemi fragili: sviluppo sostenibile delle zone montane.

## Nella cultura

### Simbologia religiosa
La montagna rappresenta il centro del mondo e il veicolo dell'ascensione al cielo o del ritorno al principio, oltre che rappresentare il luogo della manifestazione del sacro (ierofania) e del divino (teofania). Il carattere mistico attribuito alla montagna dipende anche dal fatto che sulla sua cima, spesso coperta di nubi, si consumano le nozze sacre (ierogamia) tra Cielo e Terra.

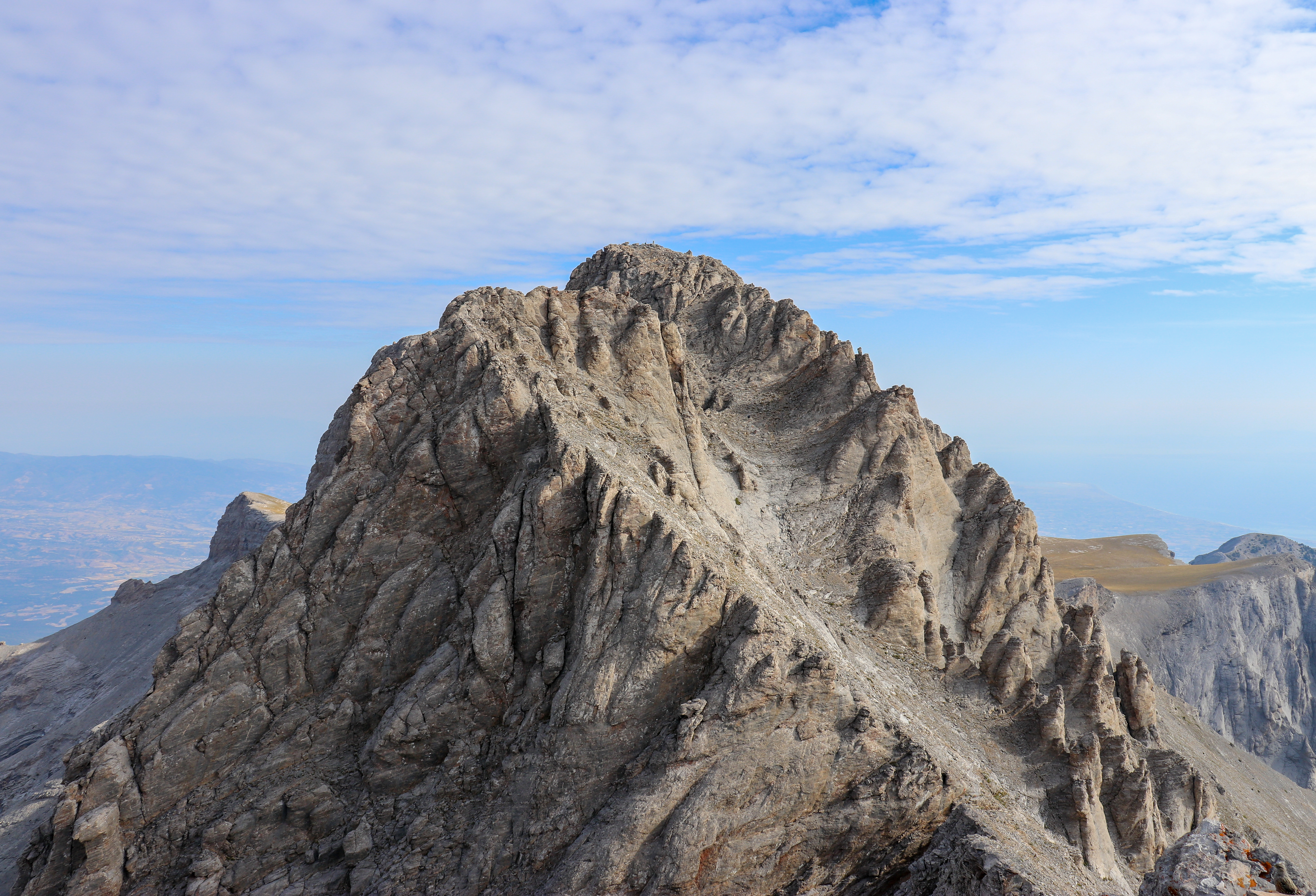
Il Monte Olimpo, dimora degli dei o delle Muse per gli antichi Greci

L'uomo dunque in tutte le sue espressioni religiose e culturali scopre la naturale sacralità dei monti ed in essi si materializza il suo intimo bisogno di trascendenza e di sacro. L'uomo antico si avvicina ai monti dopo riti di purificazione; sui monti celebra culti ed innalza templi; li carica di funzioni sacrali, a volte li identifica con la divinità stessa. Spesso, in tutti i tempi, accanto alla naturale sacralità dei monti, l'uomo aggiunge, con riti propiziatori, una sacralità dedicatoria.
Per gli antichi Greci le cime dei propri monti (Olimpo, Parnaso, Elicona) erano la dimora degli dei o delle Muse. Alle pendici della montagna sono inoltre collocate le porte del Regno dei morti, simbolo del ritorno al principio: il ventre della Grande Madre. Nella tradizione cristiana medievale spesso il Paradiso Terrestre è collocato sulla montagna del Purgatorio, come nella Divina Commedia dantesca.
Il monte Tabor, luogo della sepoltura di Adamo, segna l'omphalos, il centro o ombelico del mondo e sulla sua cima avviene la Trasfigurazione di Cristo; Mosè riceve le Tavole della Legge sul Monte Sinai; il profeta Elia risiede sul Monte Carmelo; Cristo ascende dal monte degli Ulivi e viene crocefisso sul monte Calvario. Anche il cosmo viene spesso rappresentato in figura di un monte a terrazze, come la montagna del monte Meru nella mitologia induista e buddhista, o reso per mezzo di piramidi a gradoni (per es. Borobudur a Giava). Montagne divine trasformate architettonicamente erano le ziqqurat dell'antica Mesopotamia. I pellegrinaggi alle montagne sacre simboleggiavano il graduale distacco dalla quotidianità e l'ascensione spirituale. Nell'iconografia cristiana il Giudice universale della fine dei tempi viene frequentemente raffigurato seduto su una montagna di nuvole. In Europa chiese e cappelle furono spesso costruite sulle cime dei monti per cancellare culti precristiani.
Nell'epoca della Controriforma cattolica nascono i Sacri monti tra Lombardia e Piemonte, esempi di una "nuova Gerusalemme". Per lo shintoismo il Fuji in Giappone è una montagna sacra.

Il Fuji montagna sacra per lo shintoismo

L'intero santuario dell'Annapurna è ritenuto sacro dai Gurung, uno dei tanti popoli autoctoni che abitano la zona. Essi credevano che fosse il luogo dove i Nāga (uomini-serpente della mitologia vedica e induista) depositavano l'oro e i loro tesori.  A parte questo, il santuario è sempre stato creduto essere la sede di numerose divinità, dell'Induismo e del Buddismo, così come anticamente di divinità animiste. Il Machapuchare era ritenuto essere la casa del dio Shiva, e i pennacchi di neve che ogni giorno si sollevano dalla sua cima, si riteneva fosse il fumo dell'incenso divino. Fino a tempi recenti, i Gurung proibivano a chiunque di portare uova o carne nel Santuario dell'Annapurna, ed alle donne ed agli intoccabili era proibito andarvi.

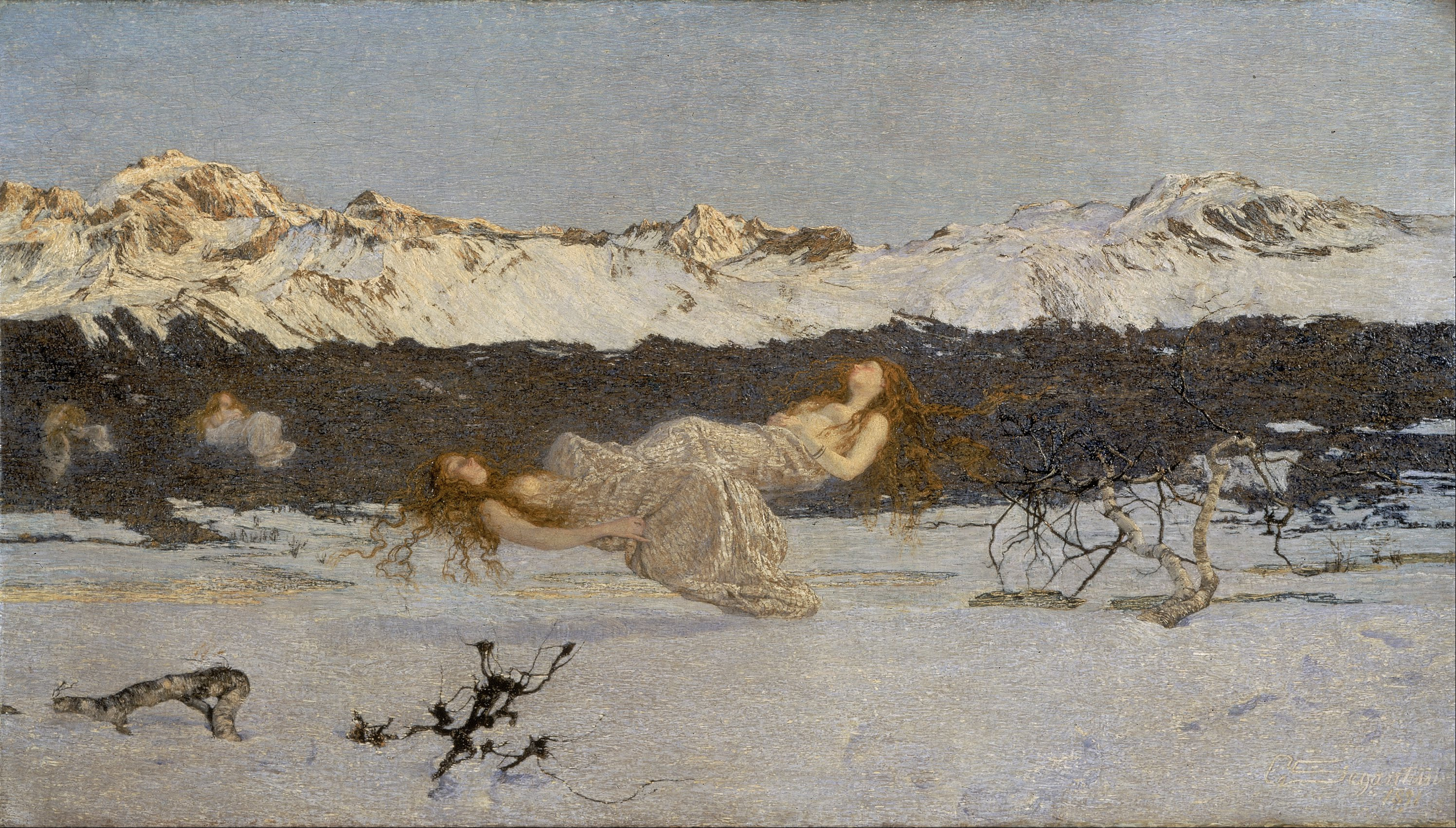
Giovanni Segantini, The Punishment of Lust (1891)

Nel Novecento si segnala Domenico Rudatis per la rivendicazione della scalata della montagna come esperienza esoterica volta al perfezionamento spirituale e al superamento della materialità dell'esistenza.

### Nell'arte
Celebri dipinti della Alpi italiane sono stati eseguiti da noti pittori tra i quali, in particolare, si ricordano Giovanni Segantini, Giovanni Colmo, Cesare Maggi, Cesare Saccaggi.